# 小行星2923
小行星2923（2923 Schuyler）是一颗围绕太阳公转的小行星。1977年2月22日，哈佛天文台在哈佛大学天文台发现了此天体。
該小行星以小行星中心的管理員凱瑟琳·斯凱勒（Catherine Schuyler）命名。
这颗小行星的绝对星等为172.6472734618837等。